# 나미나라 공화국
나미나라 공화국 남이섬(영어: Naminara Republic of Korea, Naminara Republic)은 대한민국 강원특별자치도 춘천시의 남이섬에 세워진 관광지이자 마이크로네이션이다. 남이섬 공식 블로그에서 ‘상상 속 동화나라’로 표현하기도 한다.

## 개요

### 역사
남이섬은 본래 내륙의 조그마한 봉우리였다가 1944년에 청평댐이 건설되면서 주변의 저지대가 수몰하면서 섬이 된 곳이었다. 이곳을 민병도가 1965년에 매입하였고, 그 뒤인 1966년에 <경춘관광개발주식회사>를 설립하면서 종합휴양지로 조성되기 시작했다. 2000년 4월에 경춘관광개발은 상호명을 주식회사 남이섬으로 변경하였다.
2002년에는 남이섬 일대가 KBS의 텔레비전 드라마인 겨울연가의 촬영 무대가 되었으며, 당시의 한류 열풍을 계기로 일본인 관광객의 방문 횟수가 크게 늘어나기도 했다.
2006년 3월 1일자로 국가개념을 표방하는 관광지로 '나미나라 공화국'을 '선포'하였다.

## 산업

### 관광
나미나라의 주요산업은 관광으로, 화폐, 여권, 우표 등을 판매하고 있으며, 그리고 숙박을 할 수 있는 호텔이 있다.

### 국방

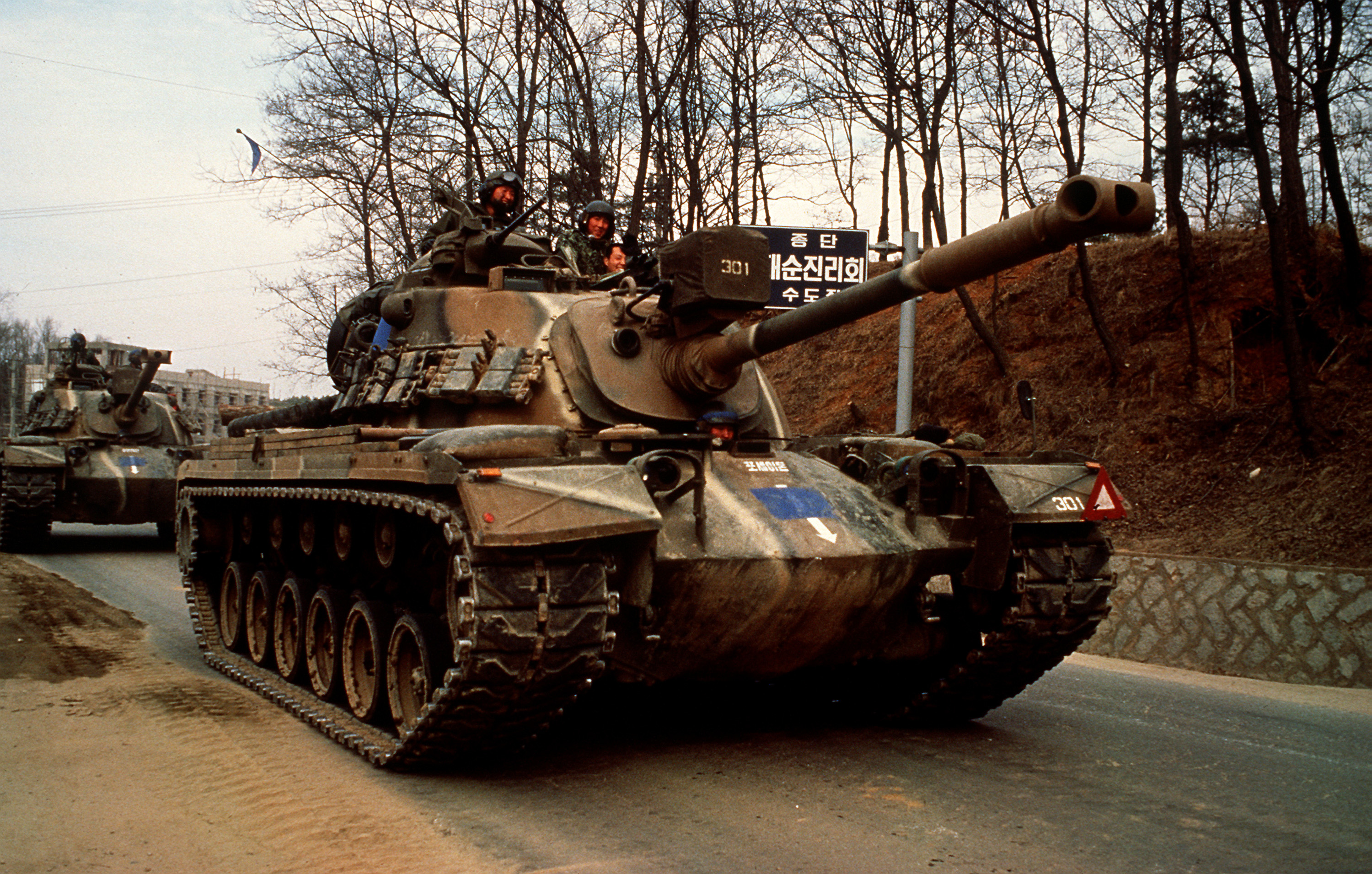
남이섬에 있는 M48A3K 패튼과 같은 기종의 전차 (1989년 3월 24일 팀스피리트 89)

2018년 7월 20일, 대한민국 국군으로부터 퇴역한 M48 패튼 전차 한 대를 인수받았다.

## 방송
- ABN 아름방송 : 《팔도 찍고 유람기》

## 같이 보기
- 남이섬
- 제주남이섬
- 탐나라 공화국
- 말레이시아 남이섬
- 마이크로네이션
- 마이크로네이션 목록